# Anton Haberler
Anton von Haberler (7. ledna 1796 Brno – 3. listopadu 1873 Brno), též počeštěně Antonín Haberler, byl rakouský právník a politik německé národnosti z Moravy, první svobodně zvolený starosta Brna a poslanec Moravského zemského sněmu.

## Biografie
Jeho otcem byl lékař Joseph Haberler (1752–1834), syn brněnského měšťana, soudce a primátora Leopolda Haberlera († 1775). Anton Haberler vystudoval gymnázium a filozofii v Brně. V letech 1813–1816 studoval práva. V září 1816 začal pracovat jako stavovský úředník. Od roku 1829 byl moravsko-slezským zemským radou, v únoru 1836 se stal apelačním radou, v roce 1850 radou vrchního zemského soudu a v únoru 1854 prvním radou nově zřízeného moravsko-slezského vrchního zemského soudu. V roce 1854 mu byl udělen Řád železné koruny a s tím získal i titul rytíře (von Haberler). Byl členem spolku Verein zur Unterstützung der Waisen und Witwen bei Todesfällen der Beamten. Měl titul dvorního rady.
Byl prvním voleným starostou Brna po zavedení obecní samosprávy. Ve funkci působil od 11. května 1851 do 30. června 1855. Zasadil se o výstavbu kanalizační sítě v pozdější Václavské ulici, zbudování mostu přes Svratku v Pisárkách či o zřízení hřbitova v Zábrdovicích.
Zapojil se i do vysoké politiky. Během revolučního roku 1848 byl po zemských volbách 1848 ustanoven jako náhradník za poslance Moravského zemského sněmu Eduarda Ulricha (za kurii městskou, obvod Brno). Eduard Ulrich se totiž ještě během roku 1848 stal i poslancem celoněmeckého Frankfurtského parlamentu.
V říjnu 1825 se oženil s Marií Scherzovou (1800–1866). Měli spolu pět dětí, dva syny a tři dcery. Nejmladší Františka (1832–1900) se provdala za geodeta Karla Kořistku.
Zemřel v listopadu 1873.